# Dancing Feet (album)
| Recensione | Giudizio |
| ---------- | -------- |
| AllMusic   | [ 1 ]    |

Dancing Feet è un album discografico del gruppo di folk scozzese dei The Tannahill Weavers, pubblicato dall'etichetta discografica Green Linnet Records nel 1987.

## Tracce
Lato A
1. Turf Lodge* / The Cape Breton Fiddlers'** / Welcometo the Shetland Isles*** / Lady Margaret Stewart° / The Flaggon°° – 6:31 (Pipe Major Angus MacDonald*, The Cape Breton Symphony** ***, Tradizionale° °°)
2. Tranent Muir – 2:35 (Tradizionale)
3. Isabeaux S'y Proméne* / Banais Màiread** – 4:36 (Tradizionale*, Phil Smillie**)
4. Fisher Row*/ Newmarket House** – 3:38 (Tradizionale*, R.S. Burns**)
5. Wild Mountain Thyme – 4:18 (Tradizionale)

Lato B
1. Maggie Lauder – 2:07 (Tradizionale)
2. The Smokey Lum* / Maggie's Pancakes** / Dancing Feet° / The Mason's Apron°° – 4:17 (Stuart Morrison* **, Pipe Major G.S. MacLennan°, Tradizionale°°)
3. Mary Morrison – 4:43 (Robert Burns)
4. The Campbleton Kiltie Ball* / The Back of the Moon** / Kelsae Brig*** / Put Me in the Great Chest° / Sergeant MacDonald's Reel°° – 6:10 (Pipe Major e John MacLellan*, A.G. Kenneth**, Ian Hardie***, Tradizionale°, Pipe Sergeant E. MacDonald°°)
5. The Final Trawl – 6:26 (Archie Fisher)

- La durata dei brani si riferisce a quella indicata sui vinili dalla casa discografica

## Musicisti
- Roy Gullane - chitarra, voce
- Ross Kennedy - bouzouki, basso a pedaliera, voce
- Iain MacInnes - highland bagpipes, Scottish small pipes D e B, pennywhistles, flauto (low Eb)
- Stuart Morrison - fiddles, bones, chitarra
- Phil Smillie - flauto Eb e D, pennywhistles, bodhrán, voce

Note aggiuntive
- The Tannahill Weavers - produttori, arrangiamenti
- Wendy Newton - produttore esecutivo
- Registrazioni effettuate al Castle Sound Studios ed al The Old School di Pencaitland, East Lothian, Scozia
- Calum Malcolm - ingegnere delle registrazioni
- Luis Mada - design copertina album
- David Harnold - fotografia[2]